# Municipio de Hope (Kansas)
El municipio de Hope (en inglés: Hope Township) es un municipio ubicado en el condado de Dickinson en el estado estadounidense de Kansas. En el año 2010 tenía una población de 497 habitantes y una densidad poblacional de 5,39 personas por km².

## Geografía
El municipio de Hope se encuentra ubicado en las coordenadas 38°38′44″N 97°5′13″O / 38.64556, -97.08694. Según la Oficina del Censo de los Estados Unidos, el municipio tiene una superficie total de 92.18 km², de la cual 91,88 km² corresponden a tierra firme y (0,32 %) 0,3 km² es agua.

## Demografía
Según el censo de 2010, había 497 personas residiendo en el municipio de Hope. La densidad de población era de 5,39 hab./km². De los 497 habitantes, el municipio de Hope estaba compuesto por el 94,97 % blancos, el 1,81 % eran afroamericanos, el 0,8 % eran amerindios, el 0,2 % eran asiáticos y el 2,21 % eran de una mezcla de razas. Del total de la población el 0,4 % eran hispanos o latinos de cualquier raza.